# Dali's Llama
Dali's Llama is een Amerikaanse stonerrockband uit Palm Springs Californië. De band maakt deel uit van de Palm Desert Scene.
Zach Huskey begon de band toen hij zijn vrouw Erica Faber leerde kennen die basgitaar speelt in de band. Voordat hij de band begon, speelde hij in tal van andere bands in de Palm Desert Scene. Samen met Mario Lalli (Fatso Jetson en Yawning Man, Herb Lineau (Across the River) en Sean Wheeler (Throw Rag) was hij een belangrijk persoon in de Desert Rock-scene door het organiseren van zogeheten Generator Parties.
In 1993 kwam hun debuutalbum Pre Post Now uit.
In 2013 bestond de band 20 jaar, wat ze vierde met het festival Dali’s Llama’s Wild Rumpus, dat één dag duurde. Er speelden ruim tien bands en er werd de documentaire Lo-Desert Sound getoond, die is gefilmd door Joerg Steineck. Deze documentaire geeft een indruk over de Desert Rock-scene.

## Discografie
- 1993 - Pre Post Now
- 1994 - Creative Space
- 1995 - Being
- 2001 - The Color of Apples (ep)
- 2006 - Chordata
- 2007 - Sweet Sludge
- 2008 - Full on Dunes
- 2009 - Raw Is Real
- 2010 - Howl Do You Do?
- 2013 - Autumn Woods